# Saint-Vincent-de-Paul, Landes
Saint-Vincent-de-Paul (gaskonsko Sent Vincenç de Pau) je naselje in občina v francoskem departmaju Landes regije Akvitanije. Naselje je leta 2009 imelo 2.970 prebivalcev.

## Geografija
Kraj leži v pokrajini Gaskonji ob reki Adour, 7 km severovzhodno od središča Daxa.

## Uprava
Občina Saint-Vincent-de-Paul skupaj s sosednjimi občinami Angoumé, Dax, Gourbera, Herm, Mées, Rivière-Saas-et-Gourby, Saint-Paul-lès-Dax, Saubusse in Téthieu sestavlja kanton Dax-Sever s sedežem v Daxu. Kanton je sestavni del okrožja Dax.

## Zanimivosti
- bazilika Notre-Dame de Buglose, zgrajena v letih 1850-1865,
- cerkev sv. Vincencija Pavelskega; kraj, prvotno Pouy, je rojstno mesto svetega Vincencija Pavelskega, preimenovano leta 1828[2],
- cerkev sv. Vincencija Pavelskega, Berceau,
- botanični vrt, zbirka pelargonij.

- Cerkev sv. Vincencija Pavelskega
- Bazilika Notre-Dame de Buglose
- Botanični vrt

## Osebnosti
- sveti Vincencij Pavelski (1581-1660), duhovnik, ustanovitelj Misijonske družbe - lazaristov.

## Vir
1. ↑  »Populations légales 2016«. Nacionalni inštitut za statistične in gospodarske raziskave. Pridobljeno 25. aprila 2019.
2. ↑  http://cassini.ehess.fr/cassini/fr/html/fiche.php?select_resultat=27816